# Brusnice (Novo mesto)

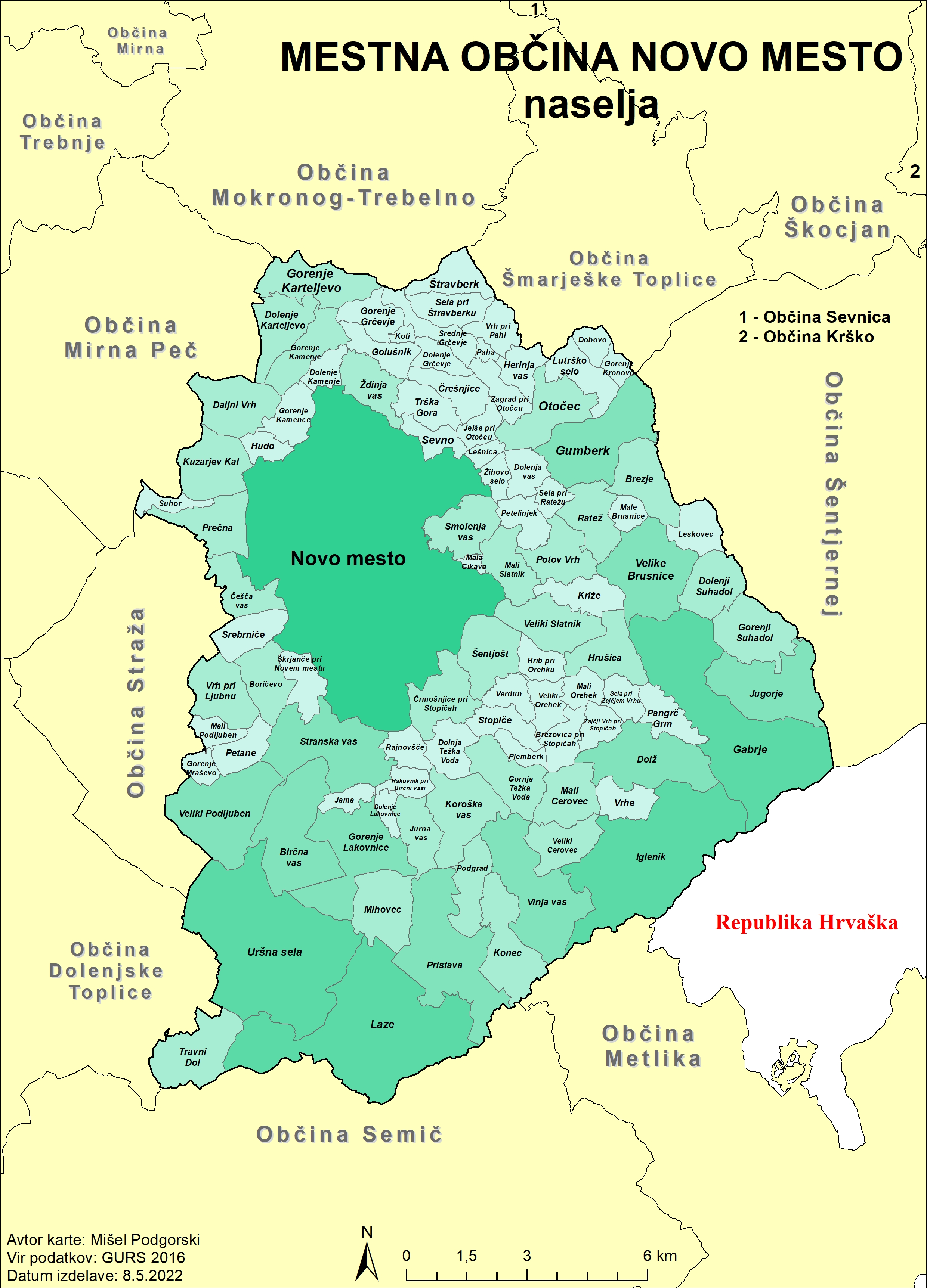
Ortschaften der Stadtgemeinde Novo mesto

Brusnice ist der Name einer der 23 Ortsgemeinschaften (Krajevna skupnost) in der slowenischen Stadtgemeinde Novo mesto im Südosten des Landes.
Zur Ortsgemeinschaft gehören die Siedlungen Brezje, Dolenji Suhadol, Gorenji Suhadol, Gumberk, Križe (Hausnummern 219, 231, 233, 237, 239), Leskovec, Male Brusnice, Ratež, Sela pri Ratežu und Velike Brusnice.

## Lage
Die Siedlungen der Ortsgemeinschaft liegen östlich der Stadt Novo mesto.
Die Verwaltung der Ortsgemeinschaft befindet sich in Velike Brusnice.